# Gare de Fjellhamar
La gare de Fjellhamar est une halte ferroviaire sur la Hovedbanen et desservie par des trains locaux.

## Situation ferroviaire
Elle est située à 16,42 km d'Oslo et à 159,5 mètres d'altitude.

## Histoire
La gare a été mise en service le 22 juin 1931 mais est rétrogradée au rang de halte ferroviaire le 1er avril 1982. En 2003, des travaux ont été entrepris afin de remplacer l'ancienne halte par des infrastructures modernes.

## Service des voyageurs

### Accueil
La halte est équipée d'un parking de 67 places et d'un parking couvert pour les vélos. Elle compte aussi des automates pour l'achat de titres de transport ainsi que d'aubettes sur le quai.

### Desserte
La gare est desservie par la ligne de train locale reliant Spikkestad à Lillestrøm.

### Intermodalités
À l'entrée de la gare se trouve une station pour les taxis.